# 31 gennaio
Il 31 gennaio è il 31º giorno del calendario gregoriano. Mancano 334 giorni alla fine dell'anno (335 negli anni bisestili).

## Eventi
- 828 - Giunge a Venezia il corpo di San Marco trafugato da Alessandria d'Egitto
- 1472 – Giuliano della Rovere, il futuro papa Giulio II, viene nominato vescovo di Losanna (Svizzera)
- 1504 – La Francia cede Napoli agli Aragonesi
- 1606 – Complotto della polvere da sparo: Guy Fawkes viene giustiziato per aver complottato contro il Parlamento e contro Giacomo I d'Inghilterra
- 1747 – A Londra apre la prima clinica per la cura delle malattie veneree
- 1776 – Alessandro Volta scopre il gas metano
- 1814 – Gervasio Antonio de Posadas diventa direttore supremo dell'Argentina
- 1849 – Il Regno Unito abolisce le Corn Laws
- 1876 – Gli Stati Uniti ordinano a tutti i nativi americani di trasferirsi nelle riserve
- 1892 – Norvegia: sulla collina di Holmenkollen, a Oslo, viene inaugurato il trampolino per il salto con gli sci
- 1917 – Prima guerra mondiale: la Germania annuncia che i suoi U-Boot si impegneranno nella guerra sottomarina indiscriminata
- 1929 – L'Unione Sovietica esilia Leon Trotsky ad Alma Ata (nell'attuale Kazakistan)
- 1930 – La 3M mette sul mercato lo scotch
- 1943 – Seconda guerra mondiale: ultime fasi della battaglia di Stalingrado; il feldmaresciallo Friedrich Paulus e le truppe tedesche accerchiate nella parte meridionale della sacca di Stalingrado si arrendono alle forze sovietiche dell'Armata Rossa
- 1944 – Seconda guerra mondiale: le truppe statunitensi sbarcano sull'Atollo Kwajalein e su altre delle Isole Marshall in mano ai giapponesi
- 1946 – La nuova costituzione della Jugoslavia, modellata su quella sovietica, istituisce sei repubbliche costituenti (Bosnia ed Erzegovina, Croazia, Macedonia, Montenegro, Serbia e Slovenia)
- 1950 – Il presidente statunitense Harry S. Truman annuncia un programma per lo sviluppo della bomba all'idrogeno
- 1951 – Nilla Pizzi vince la prima edizione del Festival di Sanremo cantando Grazie dei fiori
- 1956 – Guy Mollet diventa primo ministro di Francia
- 1958
  - L'Explorer I è il primo satellite artificiale statunitense lanciato in orbita con successo
  - James Van Allen scopre le Fasce di Van Allen
- 1963 – Il Friuli-Venezia Giulia diventa regione autonoma a statuto speciale, come previsto dall'art. 116 della Costituzione Italiana[1]
- 1966 – Viene inviata la prima sonda spaziale sovietica Luna 9 sulla Luna
- 1968
  - Guerra del Vietnam: continua l'Offensiva del Têt iniziata nella notte
  - Guerra del Vietnam: i Viet Cong attaccano l'ambasciata statunitense a Saigon
  - Nauru dichiara l'indipendenza dall'Australia
- 1969 – A Marina di Vecchiano viene ucciso il piccolo Lavorini in uno dei più famosi casi di cronaca nera italiana.
- 1971 – Programma Apollo: gli astronauti dell'Apollo 14 partono per una missione sulla Luna
- 1973 – Il Senato della Repubblica italiana approva il nuovo testo del libro dei codici. Vengono aboliti l'ergastolo e l'interdizione perpetua
- 1977 – Il presidente francese Valéry Giscard d'Estaing inaugura il Centre Pompidou di Parigi
- 1990
  - Apre il primo McDonald's di Mosca
  - Garry Kasparov conserva il titolo di campione del mondo di scacchi, battendo il compatriota Anatoly Karpov
- 1995 – Il presidente statunitense Bill Clinton autorizza un prestito di 20 miliardi di dollari al Messico per stabilizzarne l'economia
- 1996 – Un camion-bomba si schianta contro i cancelli della banca centrale di Colombo, nello Sri Lanka, uccidendo 86 persone e ferendone circa 1.400
- 2001 – Nei Paesi Bassi una corte scozzese condanna un libico e ne assolve un altro per il loro ruolo nell'attentato al Volo Pan Am 103 che precipitò su Lockerbie nel 1988
- 2004 – Un gruppo vietnamita per i diritti delle vittime della guerra intenta una causa contro le aziende produttrici dell'Agente Arancio
- 2012 – La Toyota Corolla diventa l'auto più venduta della storia con 37,5 milioni di unità
- 2015 – Sergio Mattarella viene eletto 12º presidente della Repubblica Italiana
- 2020 – Dalle ore 24:00 CET (ore 23:00 GMT) il Regno Unito cessa ufficialmente di essere uno Stato membro dell'Unione europea

## Nati
Ci sono circa 1 210 voci su persone nate il 31 gennaio; vedi la pagina Nati il 31 gennaio per un elenco descrittivo o la categoria Nati il 31 gennaio per un indice alfabetico.

## Morti
Ci sono circa 520 voci su persone morte il 31 gennaio; vedi la pagina Morti il 31 gennaio per un elenco descrittivo o la categoria Morti il 31 gennaio per un indice alfabetico.

## Feste e ricorrenze

### Civili
Nazionali: 
- Nauru – Festa dell'indipendenza
- Fiera di Sant'Orso ad Aosta

### Religiose
Cristianesimo:
- Sant'Abramo, vescovo di Arbela
- Sant'Agostino Pak Chong-Won e cinque compagni martiri
- Sant'Aidano di Ferns, (Máedóc o Medhoc di Ferns), vescovo
- San Ciro di Alessandria, martire
- Sant'Eusebio, monaco di San Gallo
- San Francesco Saverio Maria Bianchi, barnabita
- San Geminiano di Modena, vescovo, patrono di Modena
- Santi Ciro e Giovanni, martiri
- San Giovanni Bosco, sacerdote
- San Giulio di Orta, sacerdote
- Santa Marcella di Roma, vedova
- San Metrano, martire
- San Nikita di Pečers'k, vescovo di Novgorod
- San Valdo, vescovo di Évreux
- Santi Vittorino, Vittore, Niceforo, Claudio, Diodoro, Serapione e Papia, martiri
- Beata Candelaria di San Giuseppe, fondatrice delle Suore carmelitane di Madre Candelaria
- Beata Ludovica Albertoni, terziaria francescana
- Beata Maria Cristina di Savoia, regina delle Due Sicilie

## Aneddoti
- Terzo e ultimo giorno dei giorni della merla